# Lieja-Bastogne-Lieja 1993
La Lieja-Bastogne-Lieja 1993 fou la 79a edició de la clàssica ciclista Lieja-Bastogne-Lieja. La cursa es va disputar el diumenge 18 d'abril de 1993, sobre un recorregut de 261 km, i era la quarta prova de la Copa del Món de ciclisme de 1993.
El danès Rolf Sørensen (Carrera-Tassoni) s'imposà amb un segon d'avantatge per davant el suís Tony Rominger (CLAS-Cajastur) en l'arribada a Lieja. L'italià Maurizio Fondriest (Lampre-Polti) acabà en tercera posició, tot completant el podi.

## Classificació general
|    | Ciclista                 | Equip           | Temps      |
| -- | ------------------------ | --------------- | ---------- |
| 1  | Rolf Sørensen (DEN)      | Carrera-Tassoni | 7h 14' 08" |
| 2  | Tony Rominger (SUI)      | CLAS-Cajastur   | + 1"       |
| 3  | Maurizio Fondriest (ITA) | Lampre-Polti    | + 21"      |
| 4  | Jan Nevens (BEL)         | Lotto-Caloi     | + 21"      |
| 5  | Moreno Argentin (ITA)    | Mecair-Ballan   | + 37"      |
| 6  | Claudio Chiappucci (ITA) | Carrera-Tassoni | + 1' 05"   |
| 7  | Giorgio Furlan (ITA)     | Ariostea        | + 1' 05"   |
| 8  | Viatxeslav Iekímov (RUS) | Novemail-Histor | + 1' 43"   |
| 9  | Laurent Jalabert (FRA)   | Once            | + 1' 43"   |
| 10 | Steven Rooks (NED)       | Festina-Lotus   | + 1' 43"   |